# Toro Rosso STR4
Toro Rosso STR4 — гоночный автомобиль команды Scuderia Toro Rosso на сезон 2009 Формулы-1. Болид почти идентичен Red Bull RB5, главное отличие — вместо мотора Renault использовался мотор Ferrari.

## Презентация
Презентация машины состоялась 9 марта 2009 на трассе Каталунья, Испания. В этот же день там прошли первые тесты болида.

## Спонсоры
Титульный спонсор — Red Bull.

## Результаты выступлений в Формуле-1
| Легенда к таблице |                                                                    |
| --- | ------------------------------------------------------------------ |
| В таблице перечислены результаты всех Гран-при Формулы-1, в которых использовался автомобиль. Строками таблицы являются сезоны, столбцами — этапы чемпионата мира. В каждой клетке указаны сокращённое название этапа и результат, дополнительно обозначенный цветом. Расшифровка обозначений и цветов представлена в нижеследующей таблице. |                                                                    |
| \| Пример \| Описание \| \| ------------ \| ------------------------------------------------------------------ \| \| 1 \| Победитель \| \| 2 \| Второе место \| \| 3 \| Третье место \| \| 5 \| Финишировал, заработав очки \| \| Сход \| Не финишировал, но при этом заработал очки \| \| 12 \| Финишировал, не получив очков \| \| НКЛ \| Финишировал, но не попал в финальную классификацию \| \| 15 \| Участвовал вне зачёта, либо по отдельной классификации \| \| 18 \| Не финишировал, но попал в финальную классификацию \| \| Сход \| Не финишировал \| \| НКВ \| Не прошёл квалификацию \| \| НПКВ \| Не прошёл предквалификацию \| \| ДСК \| Дисквалифицирован \| \| ИСК \| Исключён из протокола соревнований \| \| ТТ \| Заявлен для участия только в тренировках \| \| НС \| Участвовал в квалификации, но не стартовал в гонке \| \| Т \| Травмирован или болен \| \| ОТК \| Отказ от участия \| \| НТР \| Прибыл на соревнования, но на трассу не выезжал \| \| НПР \| Был заявлен в числе участников, но не прибыл к началу соревнований \| \| О \| Соревнования отменены \| \| \| Не участвовал \| \| Поул-позиция \| \| \| Быстрый круг \| \| |                                                                    |
| Пример | Описание                                                           |
| 1 | Победитель                                                         |
| 2 | Второе место                                                       |
| 3 | Третье место                                                       |
| 5 | Финишировал, заработав очки                                        |
| Сход | Не финишировал, но при этом заработал очки                         |
| 12 | Финишировал, не получив очков                                      |
| НКЛ | Финишировал, но не попал в финальную классификацию                 |
| 15 | Участвовал вне зачёта, либо по отдельной классификации             |
| 18 | Не финишировал, но попал в финальную классификацию                 |
| Сход | Не финишировал                                                     |
| НКВ | Не прошёл квалификацию                                             |
| НПКВ | Не прошёл предквалификацию                                         |
| ДСК | Дисквалифицирован                                                  |
| ИСК | Исключён из протокола соревнований                                 |
| ТТ | Заявлен для участия только в тренировках                           |
| НС | Участвовал в квалификации, но не стартовал в гонке                 |
| Т | Травмирован или болен                                              |
| ОТК | Отказ от участия                                                   |
| НТР | Прибыл на соревнования, но на трассу не выезжал                    |
| НПР | Был заявлен в числе участников, но не прибыл к началу соревнований |
| О | Соревнования отменены                                              |
| | Не участвовал                                                      |
| Поул-позиция |                                                                    |
| Быстрый круг |                                                                    |

| Год  | Команда             | Двигатель      | Шины | Пилоты      | 1   | 2     | 3   | 4   | 5    | 6    | 7   | 8    | 9    | 10  | 11   | 12   | 13   | 14   | 15   | 16  | 17   | Место | Очки |
| ---- | ------------------- | -------------- | ---- | ----------- | --- | ----- | --- | --- | ---- | ---- | --- | ---- | ---- | --- | ---- | ---- | ---- | ---- | ---- | --- | ---- | ----- | ---- |
| 2009 | Scuderia Toro Rosso | Ferrari 056 V8 | B    |             | АВС | МАЛ ‡ | КИТ | БАХ | ИСП  | МОН  | ТУР | ВЕЛ  | ГЕР  | ВЕН | ЕВР  | БЕЛ  | ИТА  | СИН  | ЯПО  | БРА | АБУ  | 10    | 8    |
| 2009 | Scuderia Toro Rosso | Ferrari 056 V8 | B    | Бурде       | 8   | 10    | 11  | 13  | Сход | 8    | 18  | Сход | Сход |     |      |      |      |      |      |     |      | 10    | 8    |
| 2009 | Scuderia Toro Rosso | Ferrari 056 V8 | B    | Буэми       | 7   | 16    | 8   | 17  | Сход | Сход | 15  | 18   | 16   | 16  | Сход | 12   | 13   | Сход | Сход | 7   | 8    | 10    | 8    |
| 2009 | Scuderia Toro Rosso | Ferrari 056 V8 | B    | Альгерсуари |     |       |     |     |      |      |     |      |      | 15  | 16   | Сход | Сход | Сход | Сход | 14  | Сход | 10    | 8    |

‡ Гонка была прервана из-за погодных условий, гонщики получили половину очков